# Castelginest
 Castelginest  es una población y comuna francesa, en la región de Mediodía-Pirineos, departamento de Alto Garona, en el distrito de Toulouse y cantón de Toulouse-14.

## Demografía
| 542 | 669 | 782 | 1412 | 3846 | 5349 | 6757 | 7735 |
| Para los censos de 1962 a 1999 la población legal corresponde a la población sin duplicidades (Fuente: INSEE [Consultar]) |     |     |      |      |      |      |      |

Forma parte de la aglomeración urbana de Toulouse.

## Monumentos

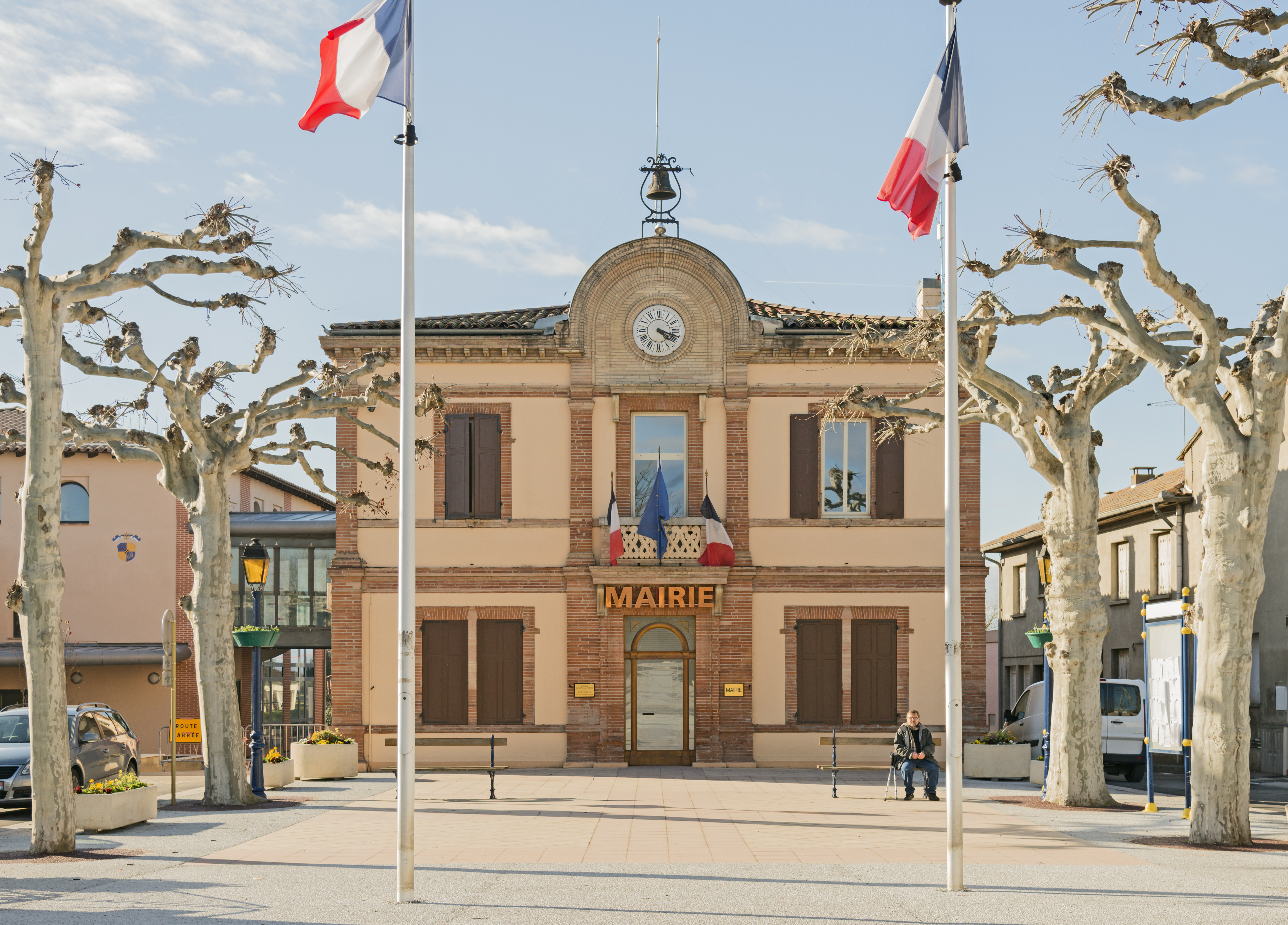
El ayuntamiento.
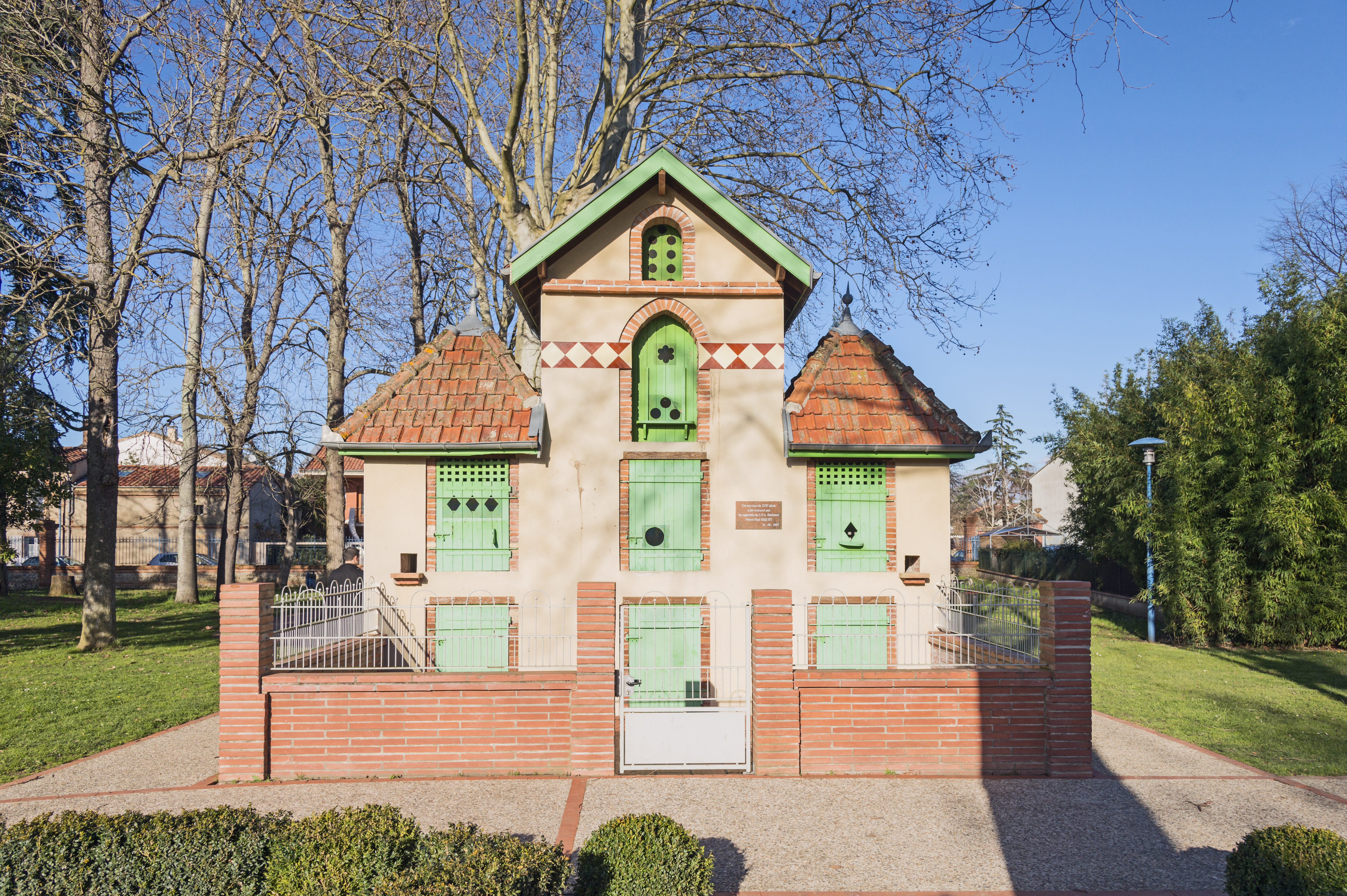
Palomero.
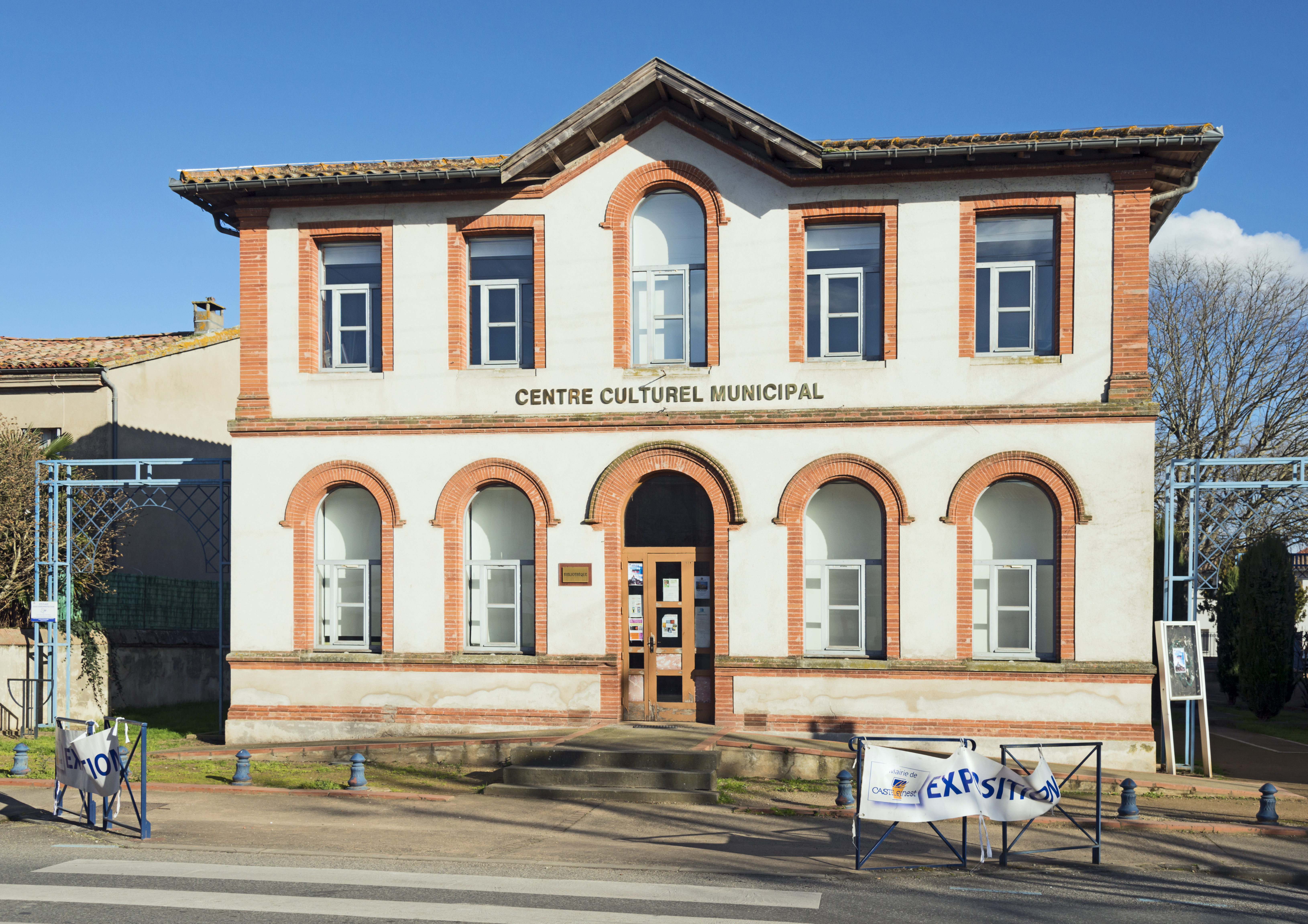
El Centro Cultural Municipal.
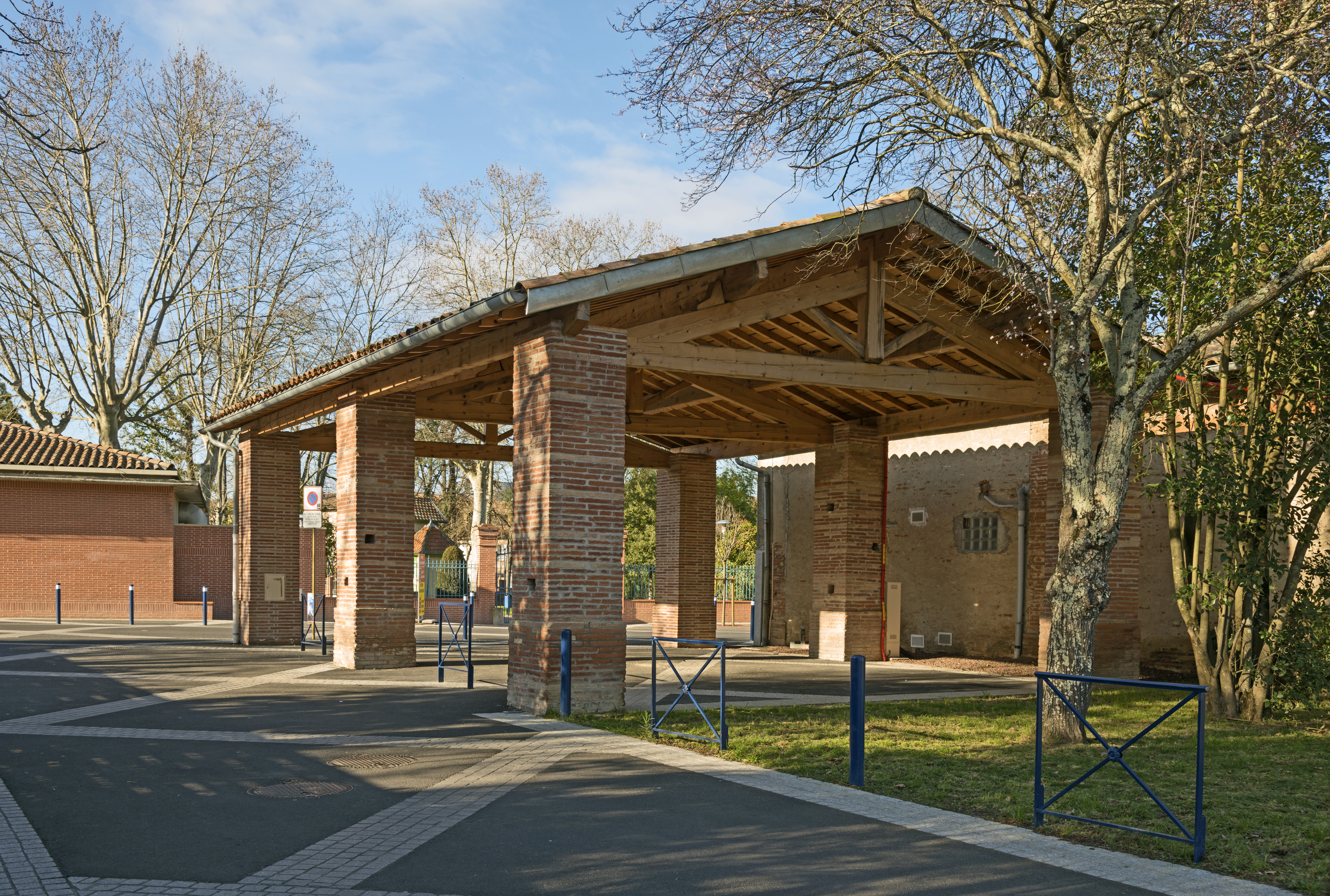
La sala de mercado.
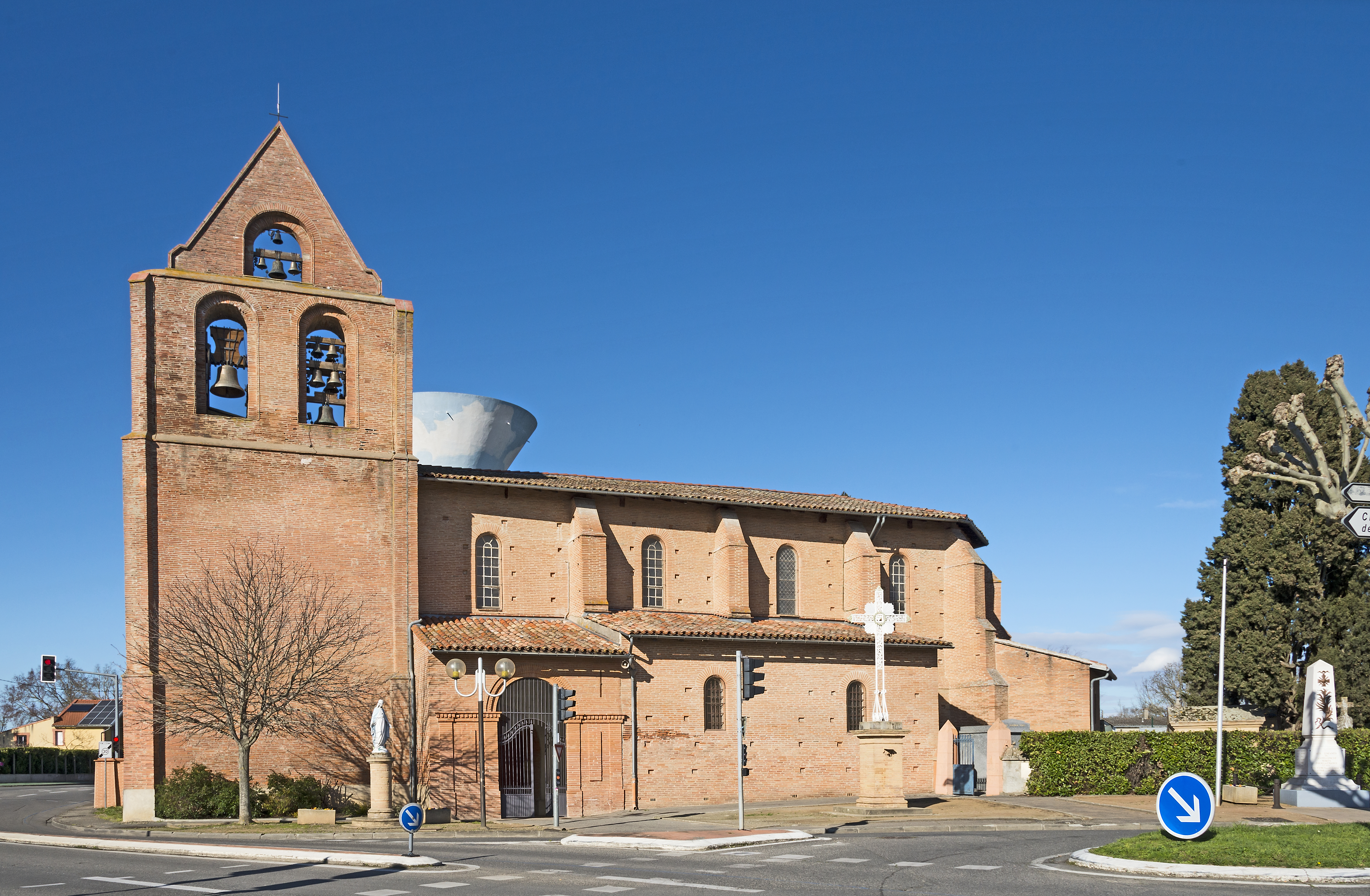
Iglesia Saint-Étienne
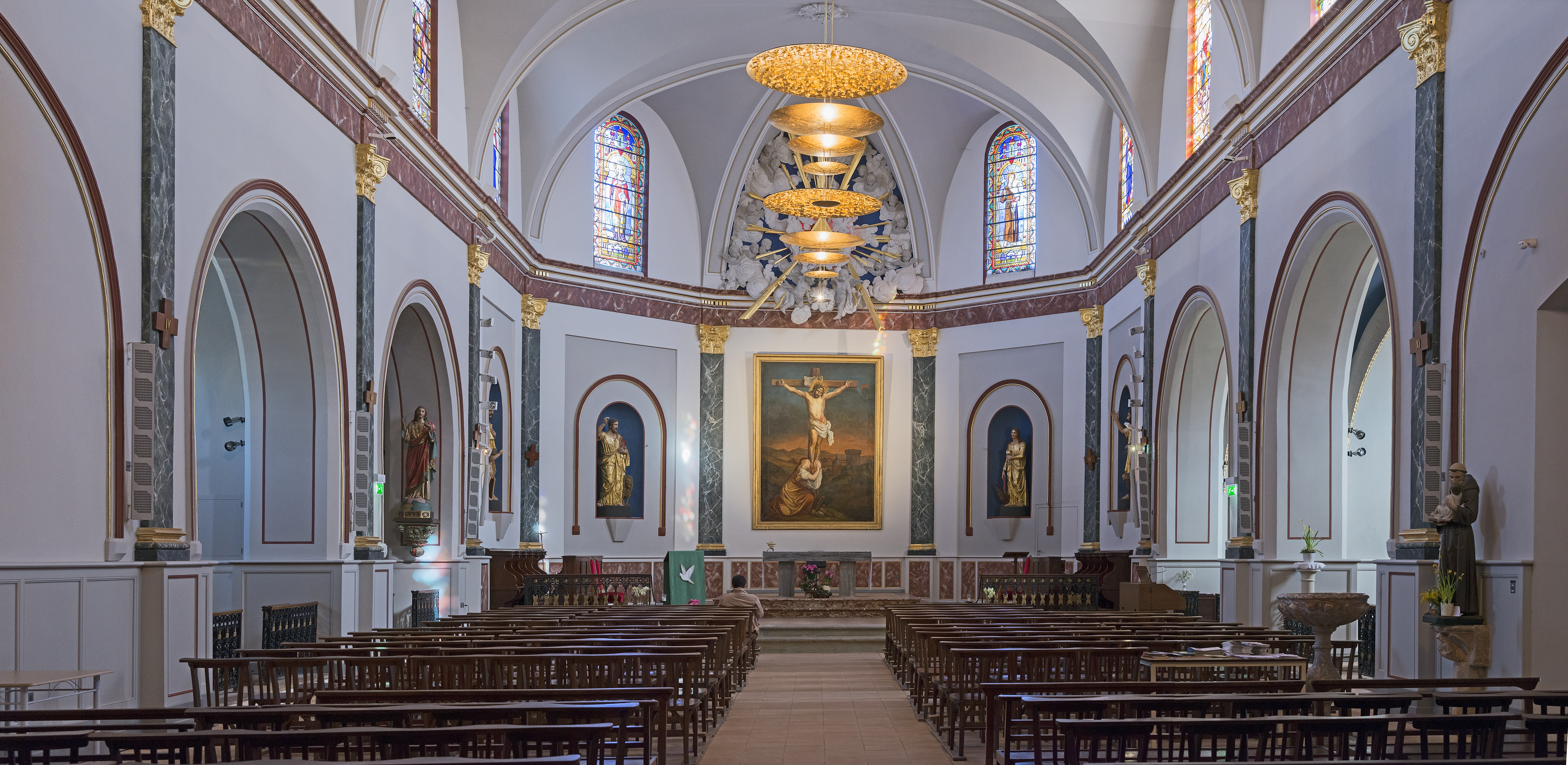